# Élections législatives de 1986 dans les Alpes-Maritimes
Les élections législatives françaises de 1986 ont lieu le 16 mars 1986. Dans le département des Alpes-Maritimes, neuf députés sont à élire dans le cadre d'un scrutin proportionnel par liste départementale à un seul tour.

## Élus
| Député élu          |  | Parti     |
| ------------------- |  | --------- |
| Jacques Médecin     |  | RPR       |
| Louise Moreau       |  | UDF (CDS) |
| Emmanuel Aubert     |  | RPR       |
| Pierre Bachelet     |  | RPR       |
| Charles Ehrmann     |  | UDF (PR)  |
| Jean-Hugues Colonna |  | PS        |
| Henri Fiszbin       |  | app. PS   |
| Jacques Peyrat      |  | FN        |
| Albert Peyron       |  | FN        |

## Listes en présence

### Extrême gauche (MPPT)
| N° | Candidats              | Parti | Parti | Principales fonctions                                 |
| -- | ---------------------- | ----- | ----- | ----------------------------------------------------- |
| 01 | Didier Ristori         |       | MPPT  | Technicien, Nice                                      |
| 02 | André Massena          |       | MPPT  | Professeur de lycée agricole, Antibes                 |
| 03 | Guy Descamps           |       | MPPT  | Préposé des PTT, Nice                                 |
| 04 | Olivier Lahmi          |       | MPPT  | Instituteur, Cannes                                   |
| 05 | Marie-Claire Bardet    |       | MPPT  | Professeur d’éducation physique, Saint-Laurent-du-Var |
| 06 | Paul Cuturello         |       | MPPT  | Ingénieur CNRS, Nice                                  |
| 07 | François Diana         |       | MPPT  | Étudiant, Nice                                        |
| 08 | Patrick Rieffle        |       | MPPT  | Employé de collectivité au chômage, Grasse            |
| 09 | Jean-Pierre Ancillotti |       | MPPT  | Psychologue scolaire, Vallauris                       |
|    |                        |       |       |                                                       |
| 10 | Christian Joly         |       | MPPT  | Professeur d’éducation physique et sportive, Nice     |
| 11 | Henri Sommaruga        |       | MPPT  | Conseiller d’orientation, Nice                        |

### Parti communiste français
| N° | Candidats            | Parti | Parti | Principales fonctions                                        |
| -- | -------------------- | ----- | ----- | ------------------------------------------------------------ |
| 01 | Charles Caressa      |       | PCF   | Conseiller municipal de Nice, ancien député suppléant        |
| 02 | Louis Broch          |       | PCF   | Conseiller général et maire de La Trinité                    |
| 03 | Georges Vassallo     |       | PCF   | Conseiller municipal de Grasse                               |
| 04 | Roger Bennati        |       | PCF   | Adjoint au maire de Beausoleil                               |
| 05 | Ghislaine Picot      |       | PCF   | Agent de maîtrise EDF, Cannes/La Bocca                       |
| 06 | Robert Charvin       |       | PCF   | Professeur à l'université de Nice                            |
| 07 | Marie-Eve Delevaux   |       | PCF   | Infirmière scolaire, Nice                                    |
| 08 | Jean-Pierre Astier   |       | PCF   | Conseiller général et conseiller municipal de Puget-Théniers |
| 09 | Marlène Pallano      |       | PCF   | Conseillère municipale de Nice                               |
|    |                      |       |       |                                                              |
| 10 | Christian Le Scornet |       | PCF   | Technicien supérieur, Cagnes-sur-Mer                         |
| 11 | Gérard Piel          |       | PCF   | Conseiller municipal d'Antibes                               |

### Majorité présidentielle (PS-MRG-COM)
| N° | Candidats            | Parti | Parti        | Principales fonctions                                               |
| -- | -------------------- | ----- | ------------ | ------------------------------------------------------------------- |
| 01 | Jean-Hugues Colonna  |       | PS           | Député sortant, conseiller régional et conseiller municipal de Nice |
| 02 | Henri Fiszbin        |       | COM (ex-PCF) | Conseiller municipal de Paris et ancien député                      |
| 03 | Michèle Matringe     |       | PS           | Conseillère municipale de Nice                                      |
| 04 | Monique Mari         |       | PS           | Professeur de collège, Mandelieu                                    |
| 05 | Yvon Grinda          |       | PS           | Pharmacien, Vallauris                                               |
| 06 | José Soria           |       | PS           | Conseiller municipal de Grasse                                      |
| 07 | Denis Delahaye       |       | PS           | Adjoint au maire de La Trinité                                      |
| 08 | André Sabard         |       | PS           | Conseiller d'éducation, Sospel                                      |
| 09 | Francis Giolitti     |       | PS           | Député sortant et conseiller régional                               |
|    |                      |       |              |                                                                     |
| 10 | Henri Rivoire        |       | PS           | Conseiller municipal de Vence                                       |
| 11 | Jean-François Knecht |       | PS           | Conseiller pédagogique à l'École normale de Nice                    |

### Les Verts
| N° | Candidats        | Parti | Parti | Principales fonctions                                          |
| -- | ---------------- | ----- | ----- | -------------------------------------------------------------- |
| 01 | Maurice Gillard  |       | LV    | Médecin, agrobiologiste et écrivain                            |
| 02 | Daniel Roux      |       | LV    | Gérant de coopérative biologique                               |
| 03 | Patrick Mallié   |       | LV    | Directeur commercial                                           |
| 04 | Guy Tordo        |       | LV    | Maraîcher en culture biologique                                |
| 05 | Suzanne Thomas   |       | LV    | Membre d'associations de protection de la faune et de la flore |
| 06 | Alain Bassani    |       | LV    | Employé de banque                                              |
| 07 | Michèle Stiegler |       | LV    | Mère de famille                                                |
| 08 | Angélique Bonet  |       | LV    | Infirmière                                                     |
| 09 | Charles Fenoglio |       | LV    | Pharmacien                                                     |
|    |                  |       |       |                                                                |
| 10 | François Tanguy  |       | LV    | Commerçant                                                     |
| 11 | Jean Fréchaut    |       | LV    | Retraité                                                       |

### Opposition (RPR-UDF)
| N° | Candidats            | Parti | Parti   | Principales fonctions                                                             |
| -- | -------------------- | ----- | ------- | --------------------------------------------------------------------------------- |
| 01 | Jacques Médecin      |       | RPR     | Député sortant, conseiller général, président du conseil général et maire de Nice |
| 02 | Louise Moreau        |       | UDF-CDS | Députée sortante et maire de Mandelieu-la-Napoule                                 |
| 03 | Emmanuel Aubert      |       | RPR     | Député sortant, conseiller régional et maire de Menton                            |
| 04 | Pierre Bachelet      |       | RPR     | Député sortant, conseiller général et maire du Cannet                             |
| 05 | Charles Ehrmann      |       | UDF-PR  | Conseiller général, ancien député                                                 |
| 06 | Charles Ginésy       |       | RPR     | Conseiller général, vice-président du conseil général et maire de Péone           |
| 07 | Michel Falicon       |       | RPR     | Conseiller régional et adjoint au maire de Nice                                   |
| 08 | Joseph Calza         |       | UDF-CDS | Conseiller général et adjoint au maire de Nice                                    |
| 09 | Martine Daugreilh    |       | RPR     | Professeure d'histoire-géographie                                                 |
|    |                      |       |         |                                                                                   |
| 10 | Henri Richelme       |       | UDF-PR  | Conseiller général et premier adjoint au maire de Grasse                          |
| 11 | Jean-Pierre Gonzalez |       | UDF     | Adjoint au maire d'Antibes                                                        |

### Front national
| N° | Candidats             | Parti | Parti | Principales fonctions                 |
| -- | --------------------- | ----- | ----- | ------------------------------------- |
| 01 | Jacques Peyrat        |       | FN    | Ancien conseiller municipal de Nice   |
| 02 | Albert Peyron         |       | FN    | Docteur en chirurgie dentaire, Cannes |
| 03 | Jean-Pierre Forestier |       | FN    | Chef d'entreprise, Grasse             |
| 04 | Michel Pittard        |       | FN    | Adjoint au maire de Villeneuve-Loubet |
| 05 | Adrienne Franchi      |       | FN    | Cadre d'assurances, Nice              |
| 06 | Paul Pistre           |       | FN    | Ancien consul général de France, Nice |
| 07 | Maurice Louisgrand    |       | FN    | Adjoint au maire de Valbonne          |
| 08 | Christine Jobin       |       | FN    | Mère de famille nombreuse, Cannes     |
| 09 | Jean-Bernard Pinaud   |       | FN    | Chirurgien, Vallauris                 |
|    |                       |       |       |                                       |
| 10 | Jean-Pierre Hutin     |       | FN    | Cadre commercial, Nice                |
| 11 | Maurice Rosa          |       | FN    | Invalide de guerre, Carros            |

## Résultats

### Résultats à l'échelle du département
| Liste Parti politique | Liste Parti politique | Tête de liste       | Tour unique | Tour unique | Sièges |
| Liste Parti politique | Liste Parti politique | Tête de liste       | Voix        | %           | Sièges |
| --------------------- | --- | ------------------- | ----------- | ----------- | ------ |
|                       | Liste d'union de l'opposition nationale pour les Alpes-Maritimes Rassemblement pour la République (UDF)                     | Jacques Médecin     | 213 647     | 44,01       | 5      |
|                       | Liste de rassemblement pour une majorité de progrès Parti socialiste (MRG - COM)                                            | Jean-Hugues Colonna | 114 505     | 23,59       | 2      |
|                       | Liste de Rassemblement national présentée par le Front national Front national                                              | Jacques Peyrat      | 101 392     | 20,89       | 2      |
|                       | Liste présentée par le Parti communiste français Parti communiste français                                                  | Charles Caressa     | 41 797      | 8,61        | 0      |
|                       | Écologie Les Verts 06 Les Verts                                                                                             | Maurice Gillard     | 11 953      | 2,46        | 0      |
|                       | Liste du Mouvement pour un parti des travailleurs Alpes-Maritimes Extrême gauche (Mouvement pour un parti des travailleurs) | Didier Ristori      | 2 135       | 0,44        | 0      |
|                       | |                     |             |             |        |
| Inscrits              | Inscrits | Inscrits            | 636 668     | 100,00      | 9      |
| Abstentions           | Abstentions | Abstentions         | 135 129     | 21,22       |        |
| Votants               | Votants | Votants             | 501 539     | 78,78       |        |
| Blancs et nuls        | Blancs et nuls | Blancs et nuls      | 16 110      | 3,21        |        |
| Exprimés              | Exprimés | Exprimés            | 485 429     | 96,79       |        |